# Université Paris-Saclay (métro de Paris)
Université Paris-Saclay est une future station du métro de Paris située le long de la ligne 18, sur le plateau de Saclay, à la limite d'Orsay et de Gif-sur-Yvette, dans l'Essonne. Destinée à être ouverte en 2026, elle desservira le quartier du Moulon au cœur du campus universitaire Paris-Saclay. Elle devrait voir passer 30 000 voyageurs par jour. Elle est une des trois stations aériennes de la ligne, construite sur le viaduc de 6,7 km qui la parcourt. 

## Situation sur le réseau
La station aérienne est située sur le plateau du Moulon à Orsay, à l'endroit de sa limite avec Gif-sur-Yvette

## Histoire
L’architecture du futur bâtiment a été réalisée par Benthem Crouwel Architects et Atelier Novembre. Son trafic pourrait atteindre le nombre de 30 000 voyageurs par jour.
La station portait le nom provisoire de Orsay - Gif. Elle a ensuite ete nommée Moulon Campus puis depuis juin 2025 Université Paris-Saclay.
Entre fin 2021 et septembre 2023, deux lanceurs ont œuvré pour construire le viaduc de la ligne 18 qui constitue la partie aérienne de celle-ci. Depuis le 3e trimestre 2022, Chantiers Moderne Construction s'est installé pour réaliser la gare aérienne.

## Galerie de photographies

Évolution du chantier de la station
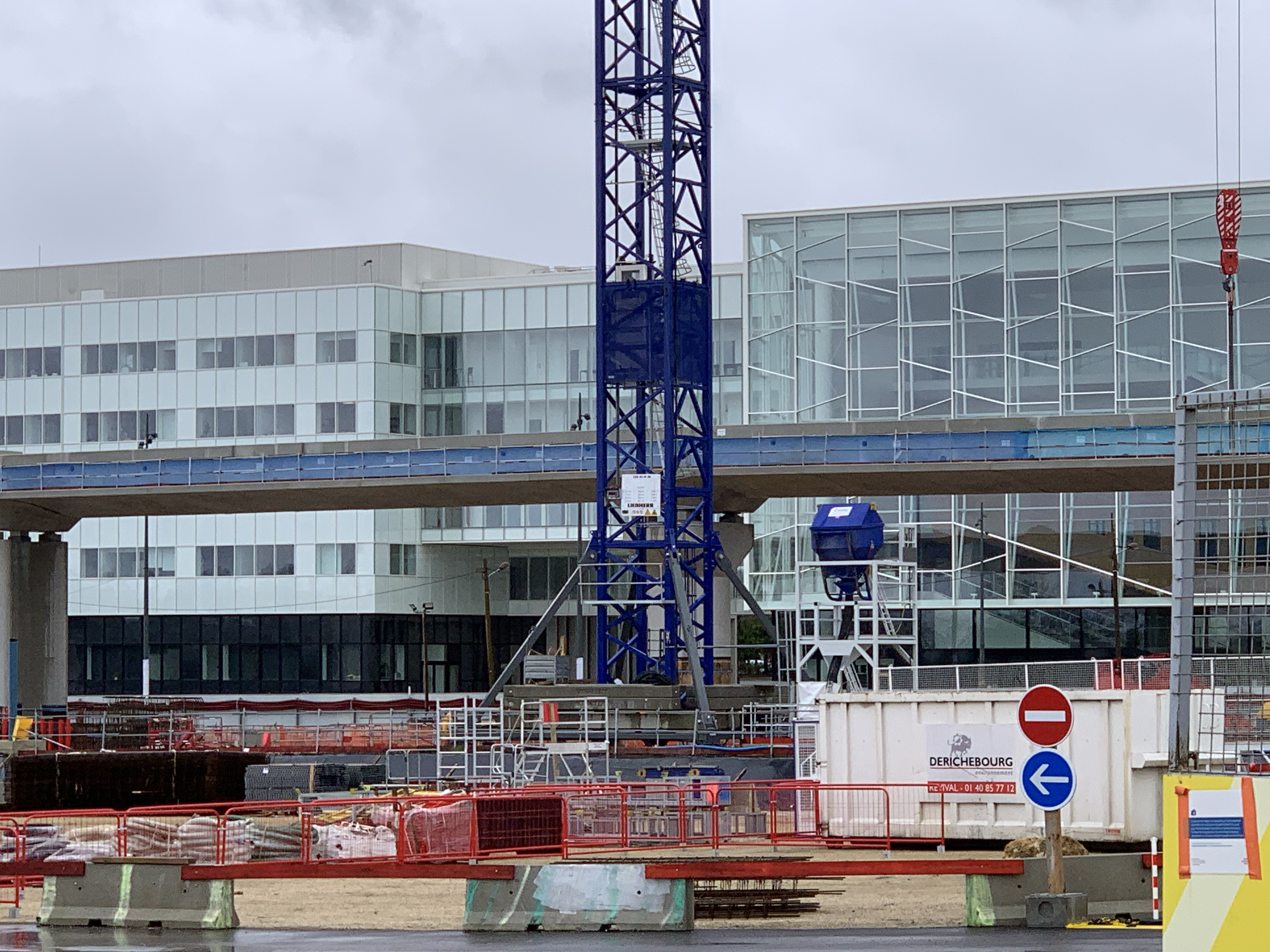
Chantier en janvier 2023.
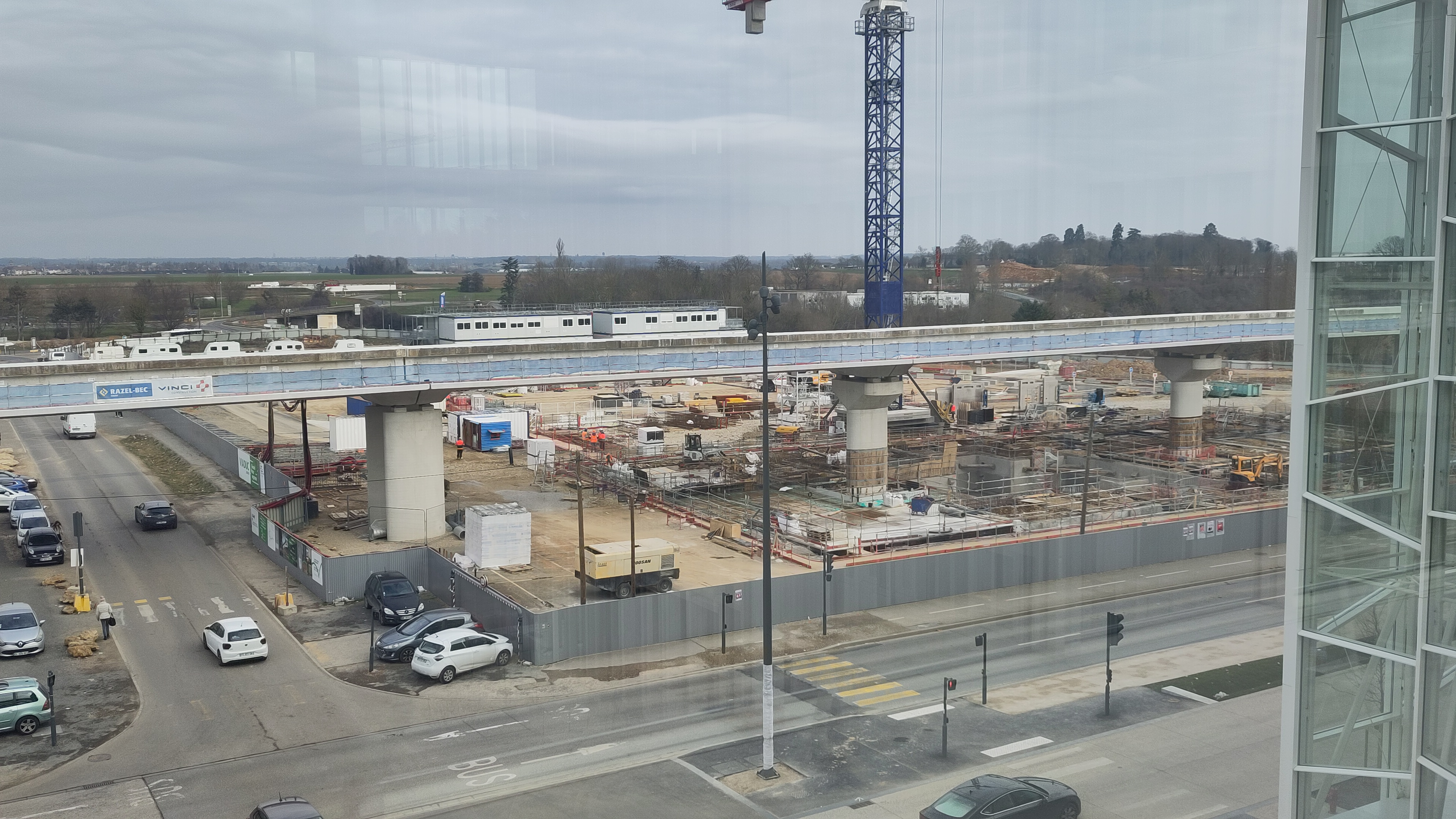
Chantier en février 2023.
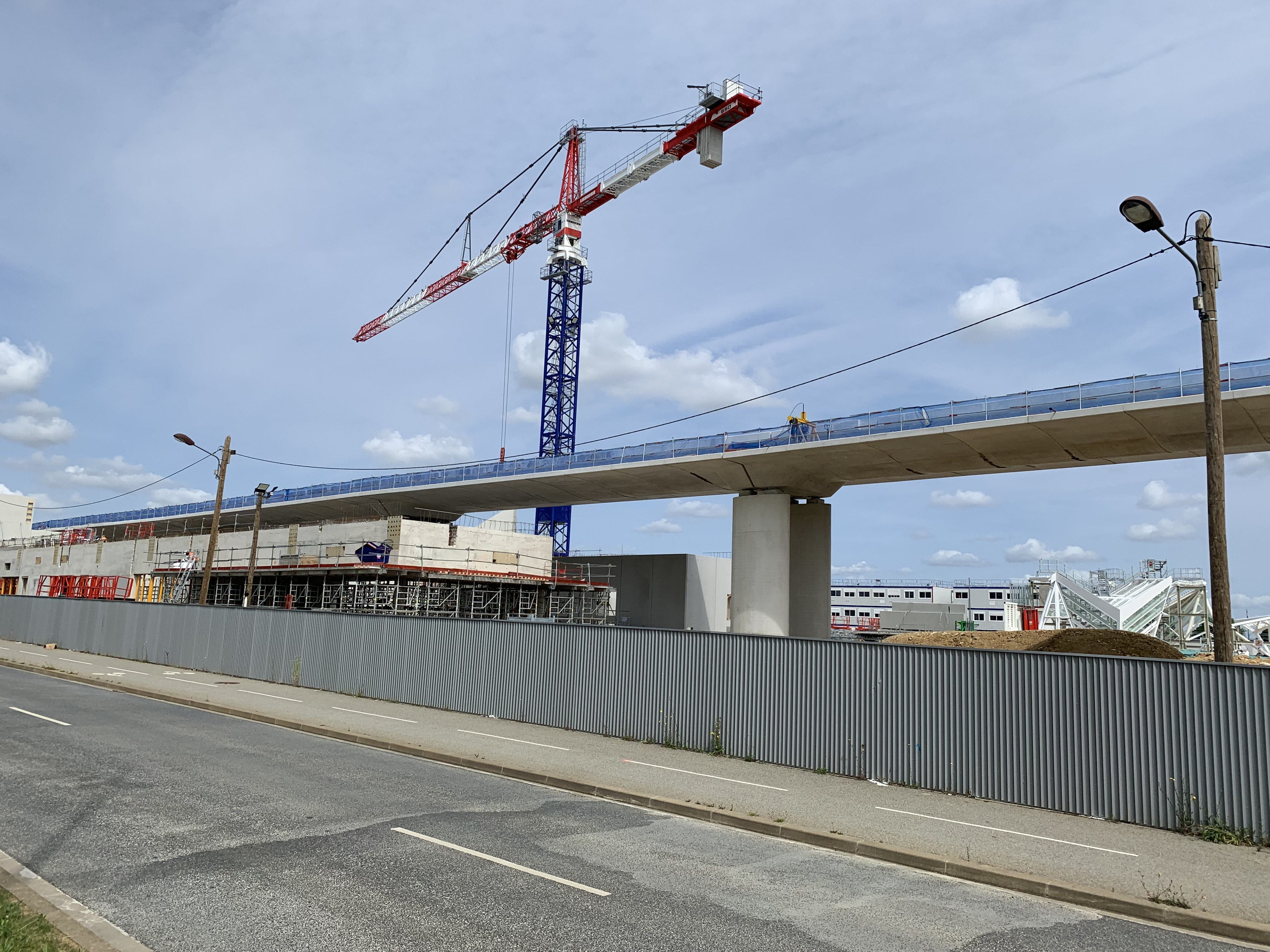
Chantier en juin 2023.
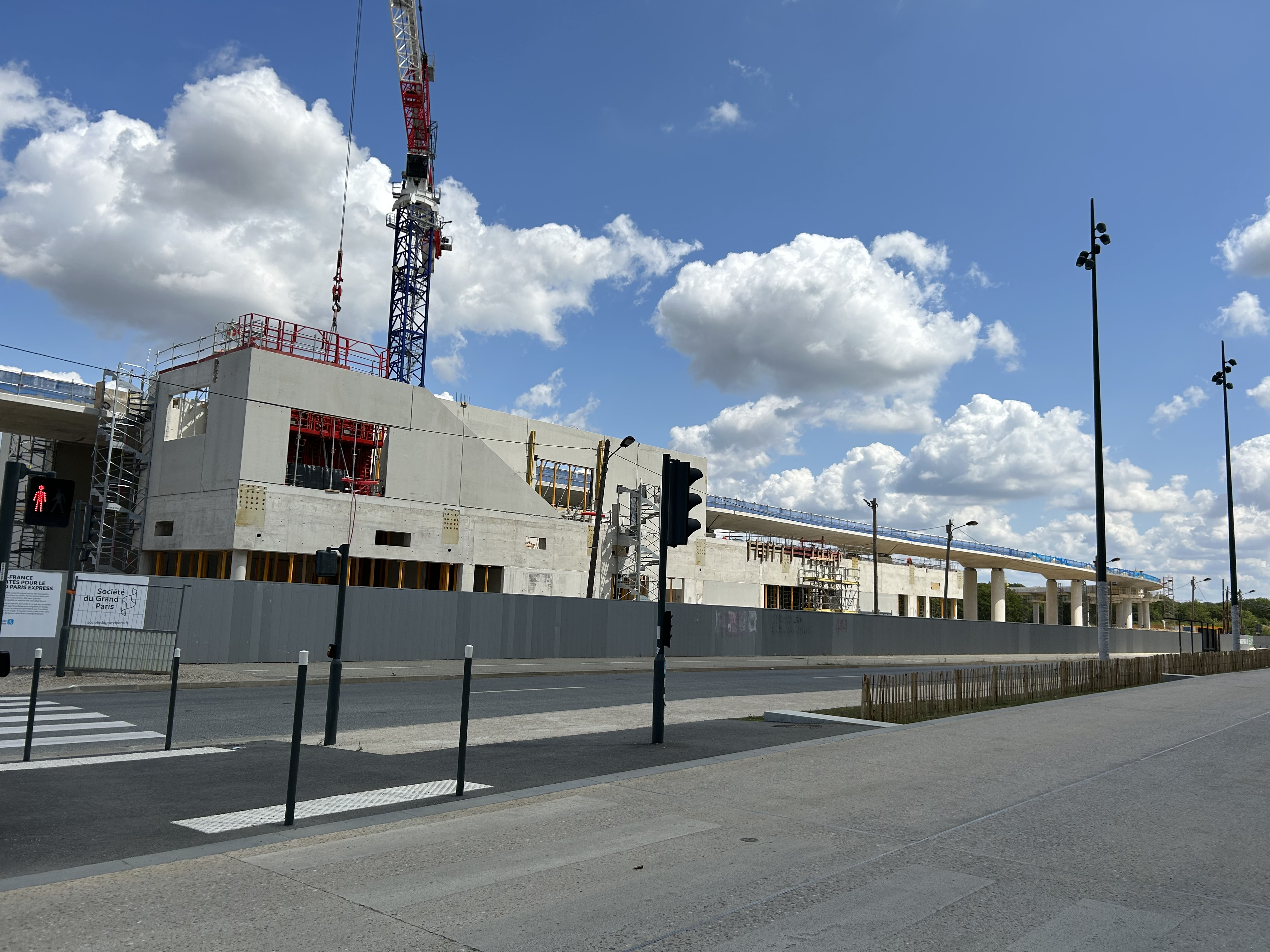
Chantier en juillet 2023.
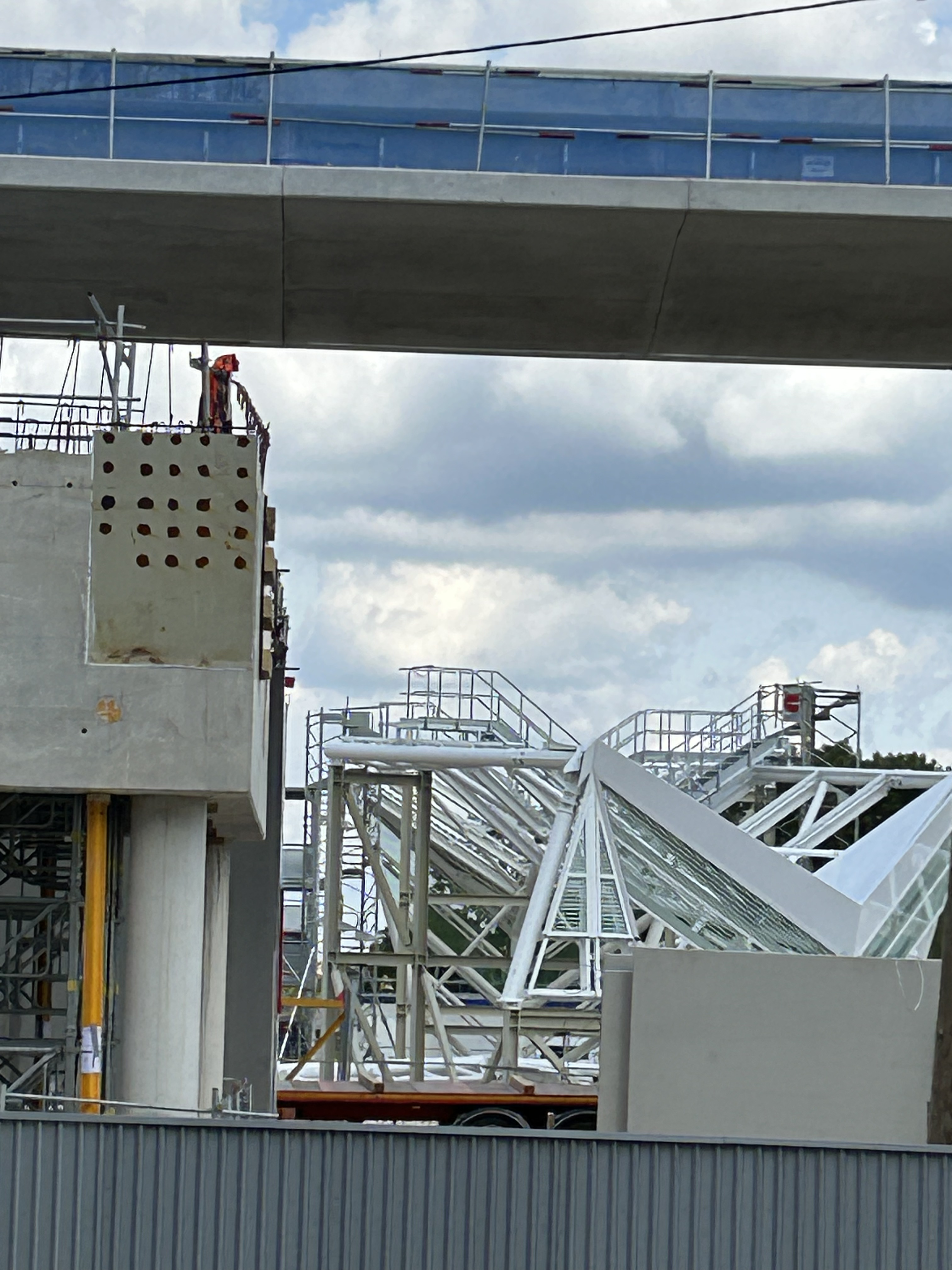
Éléments décoratifs en juillet 2023.
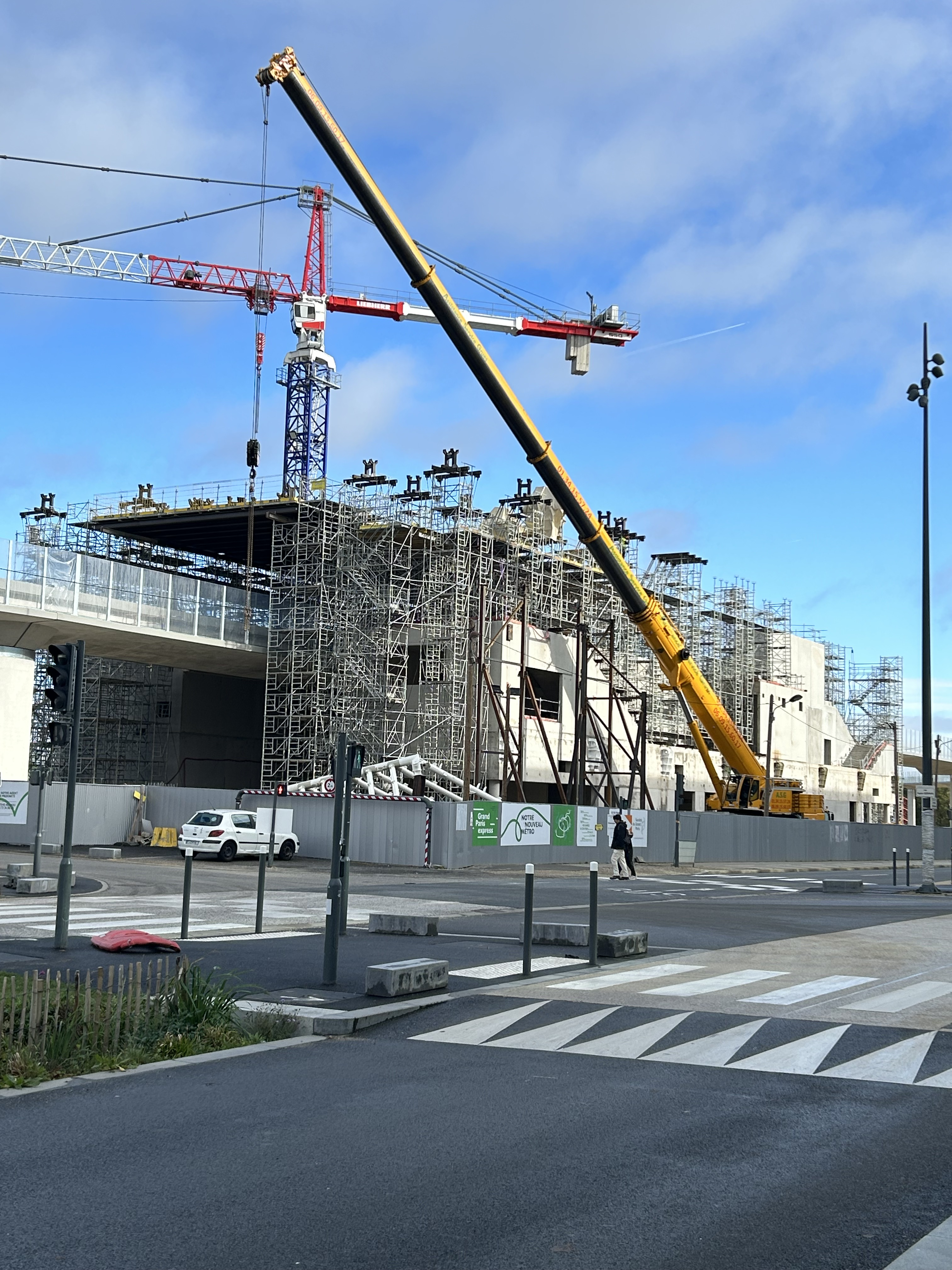
Chantier en octobre 2023.
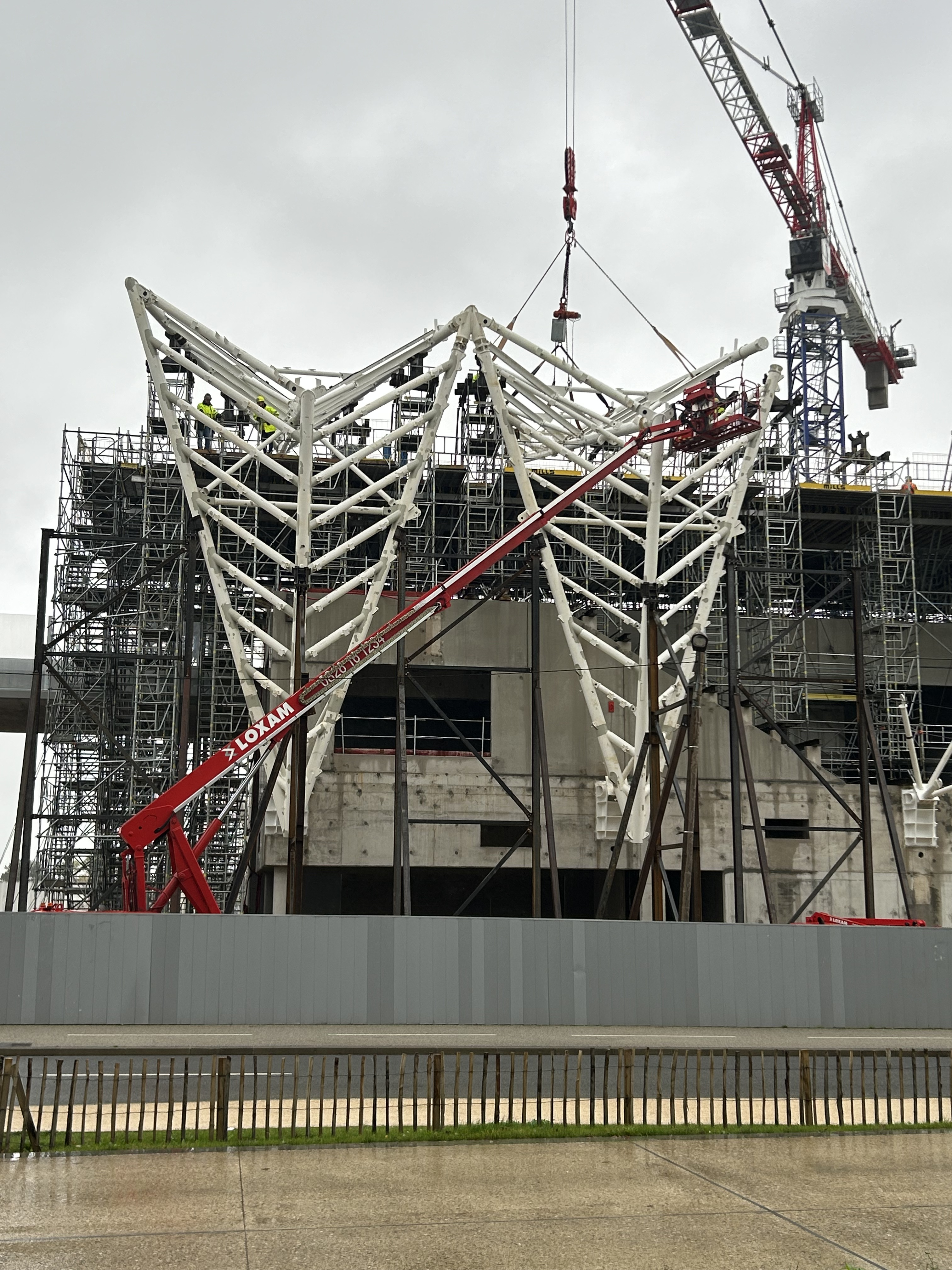
Chantier en novembre 2023.
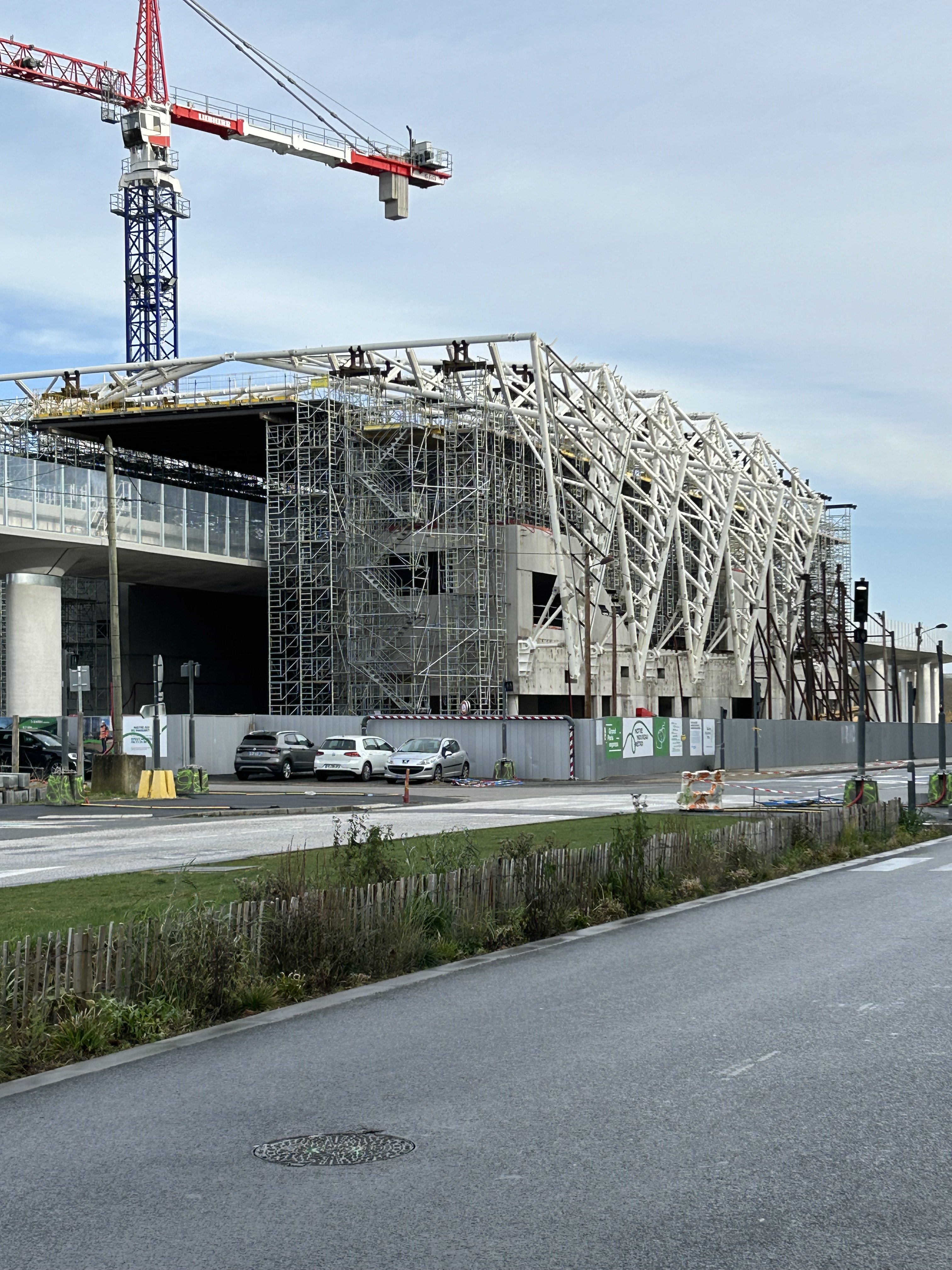
Chantier en décembre 2023.
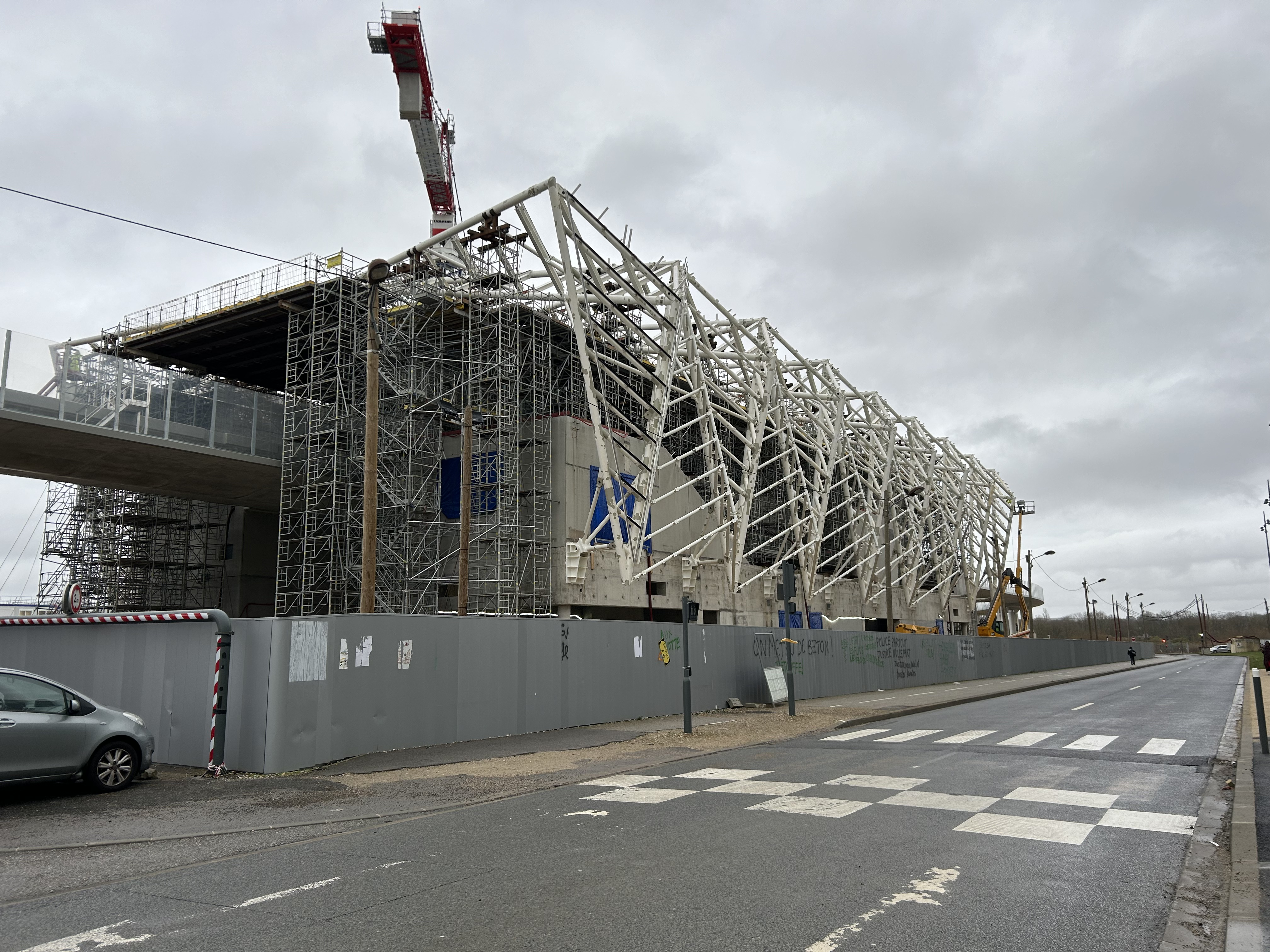
Chantier en janvier 2024.
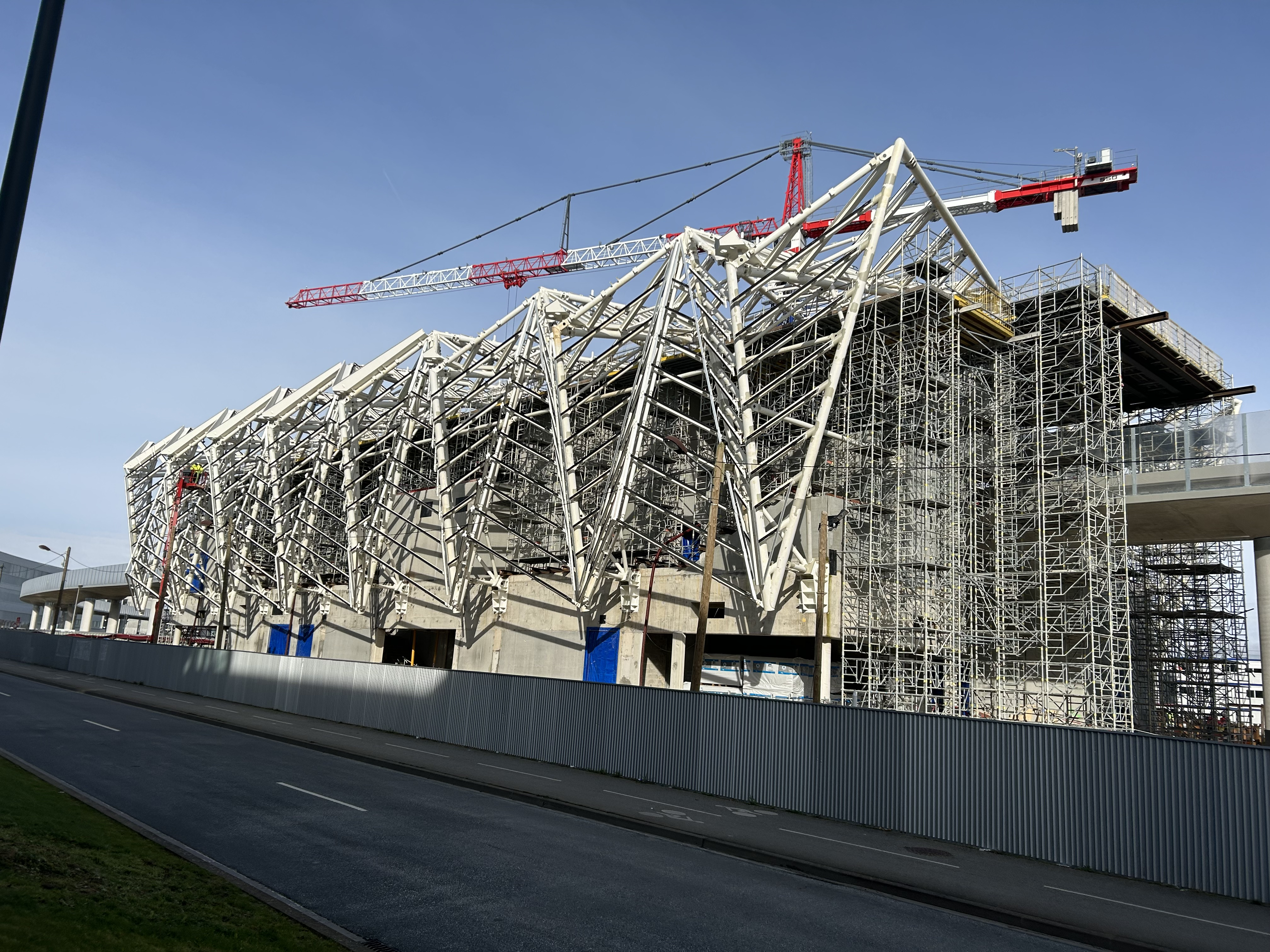
février 2024

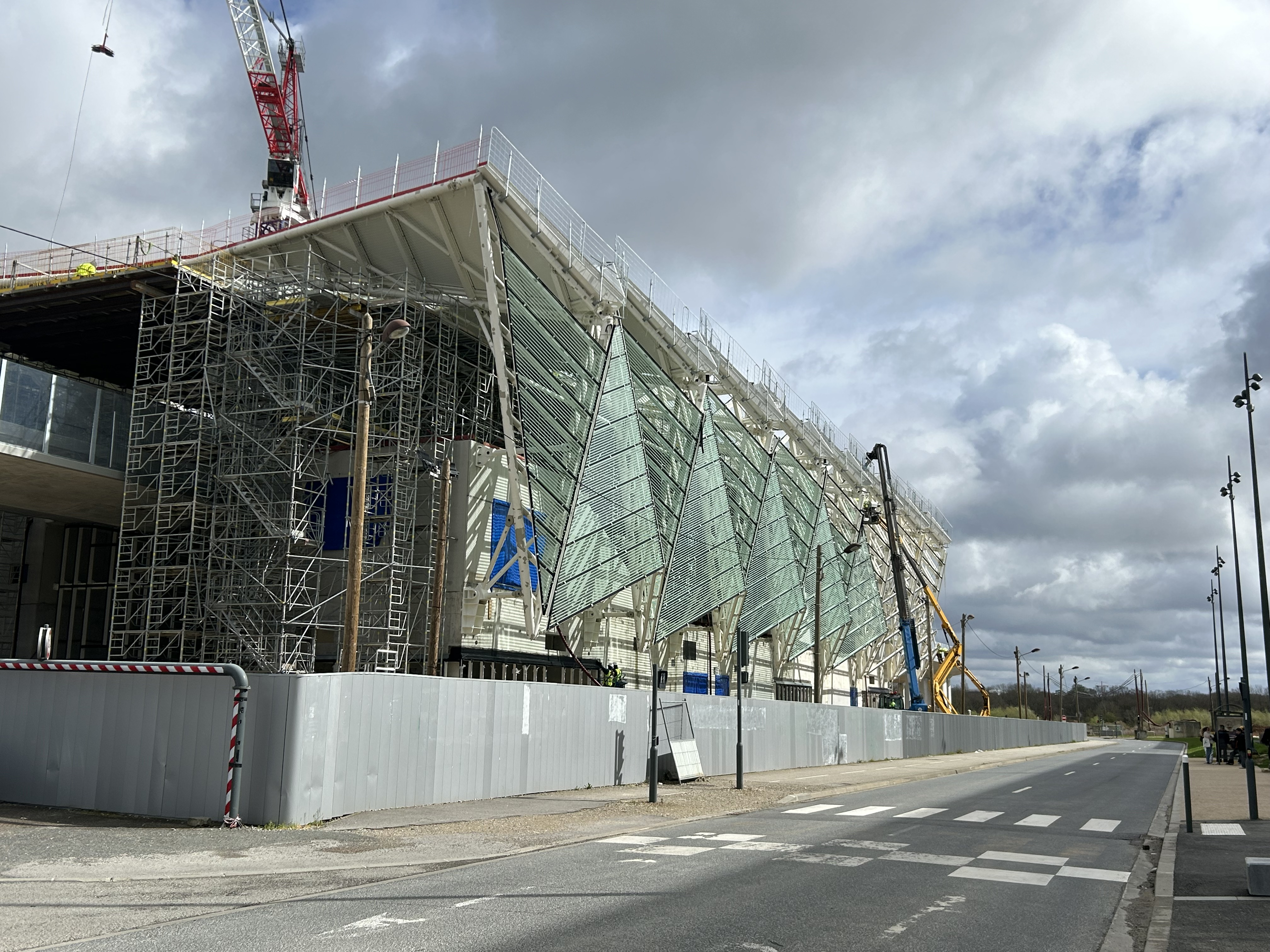
mars 2024
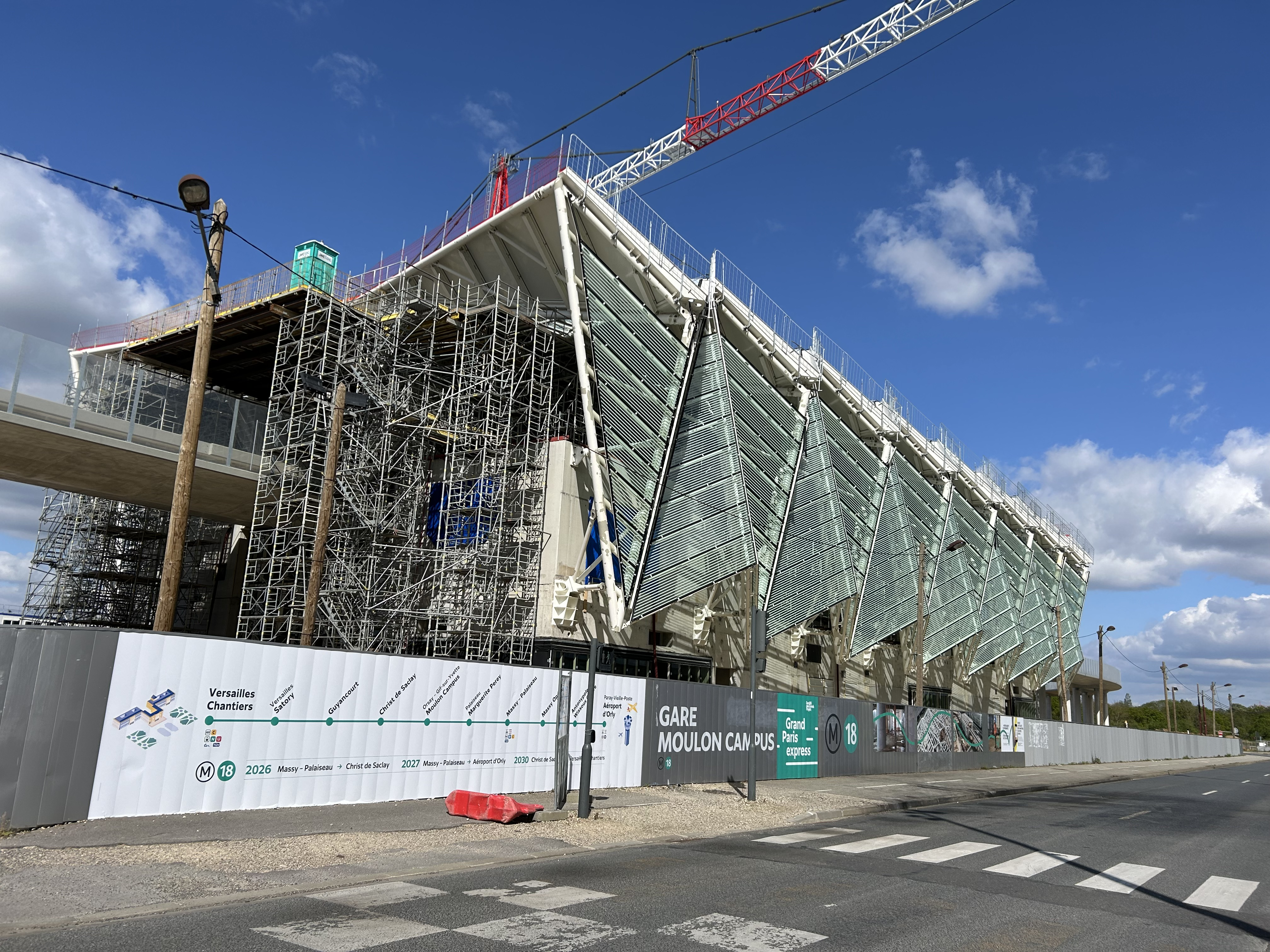
avril 2024
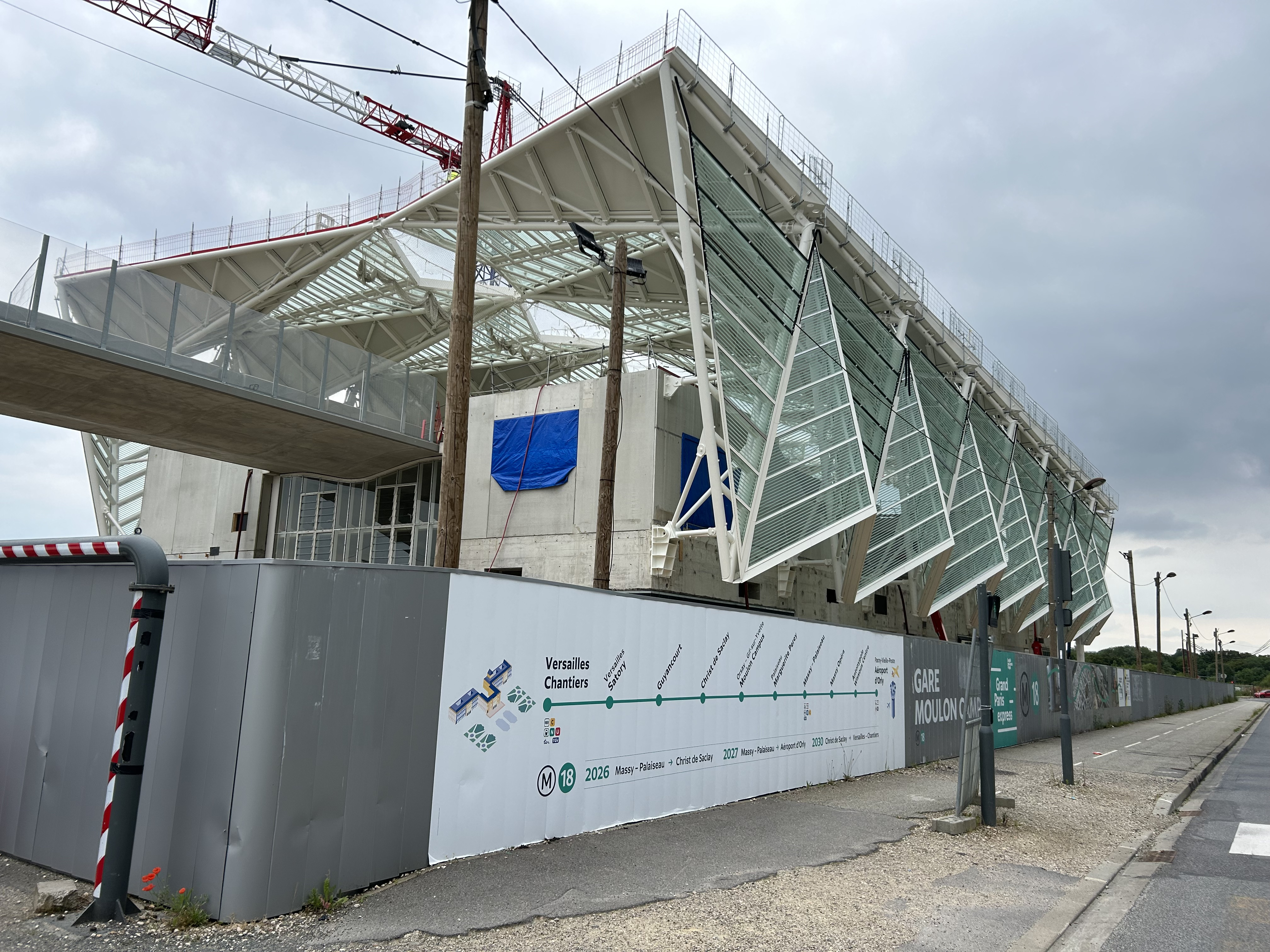
juin 2024
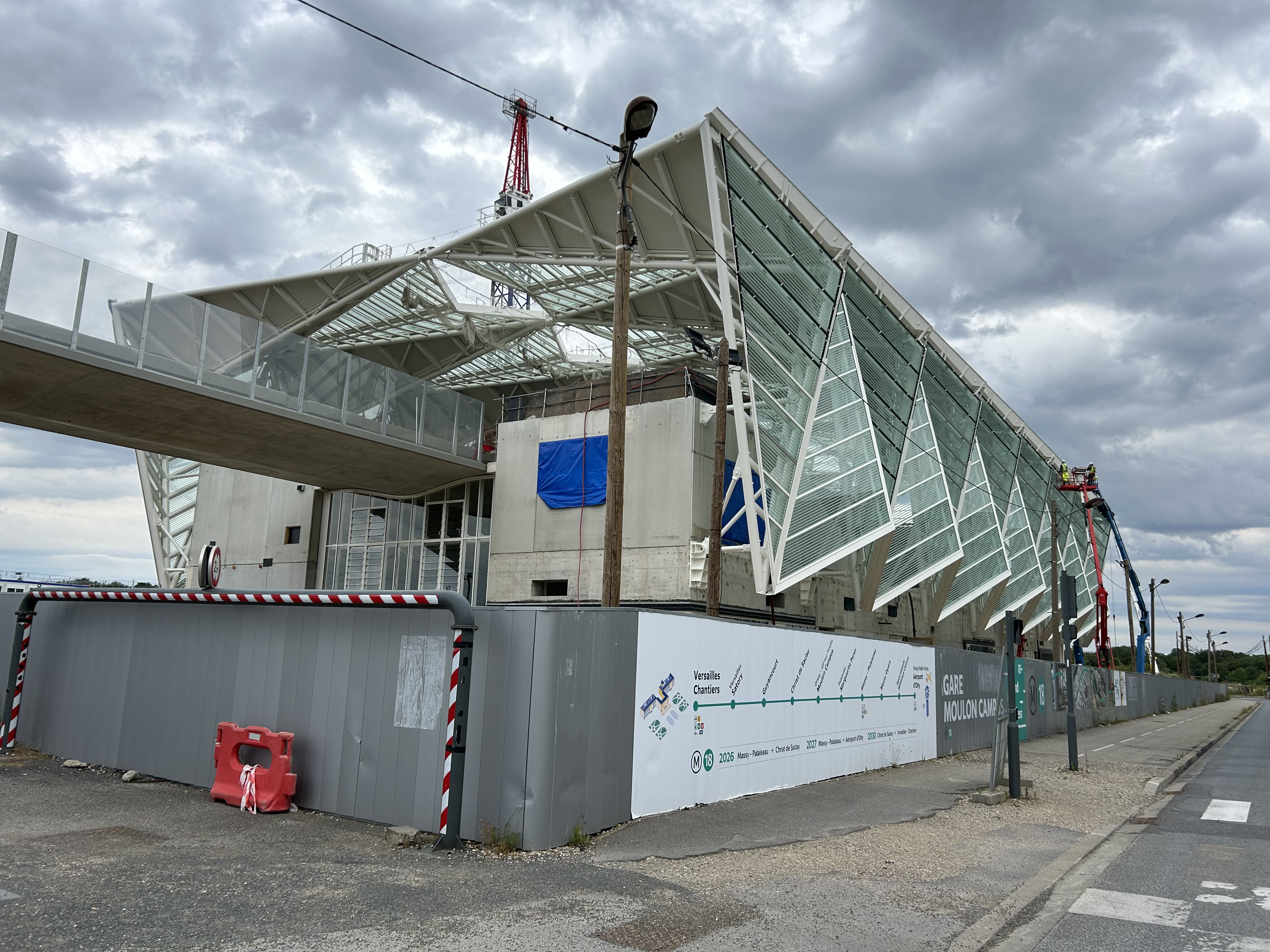
juillet 2024
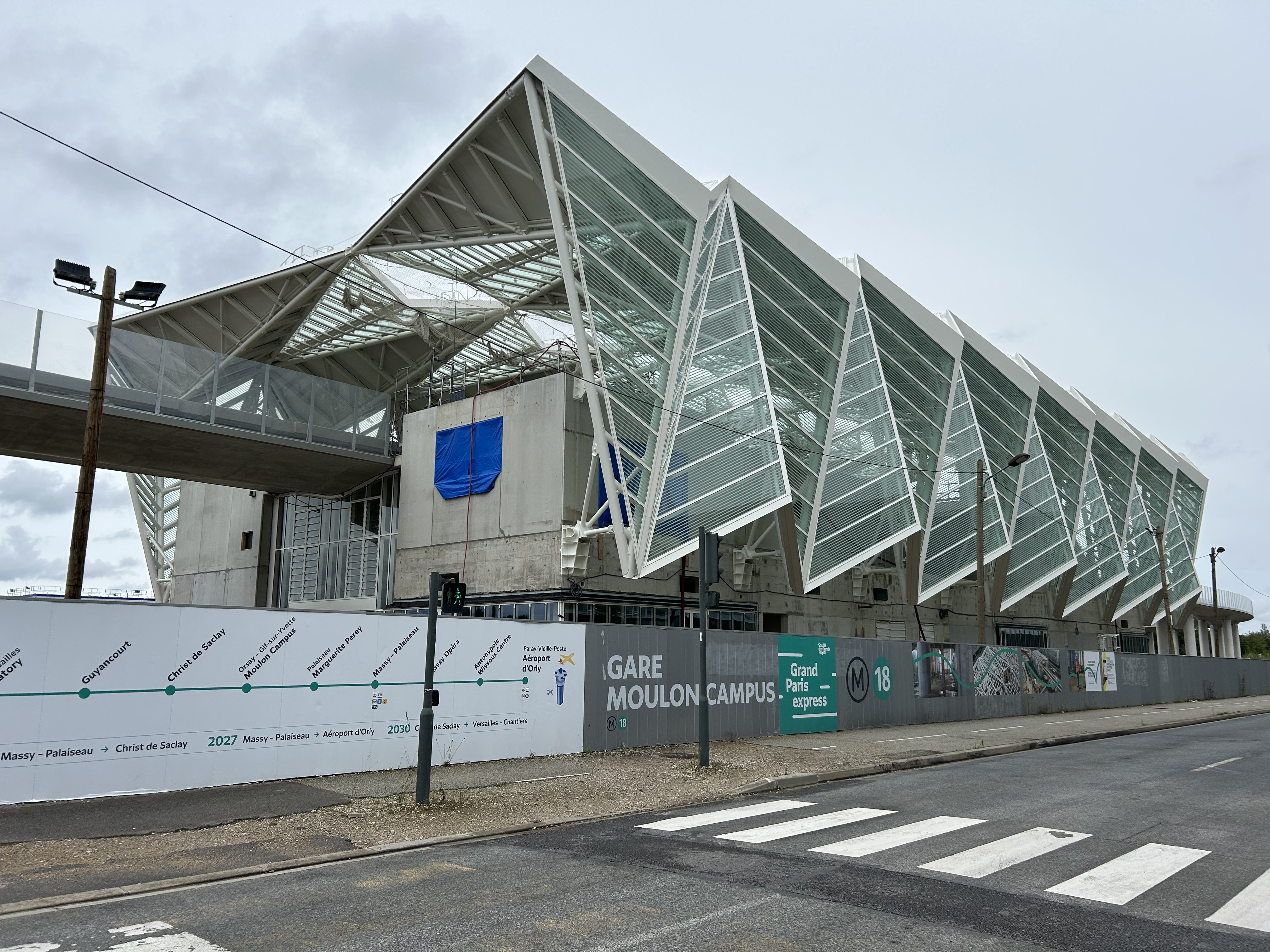
septembre 2024
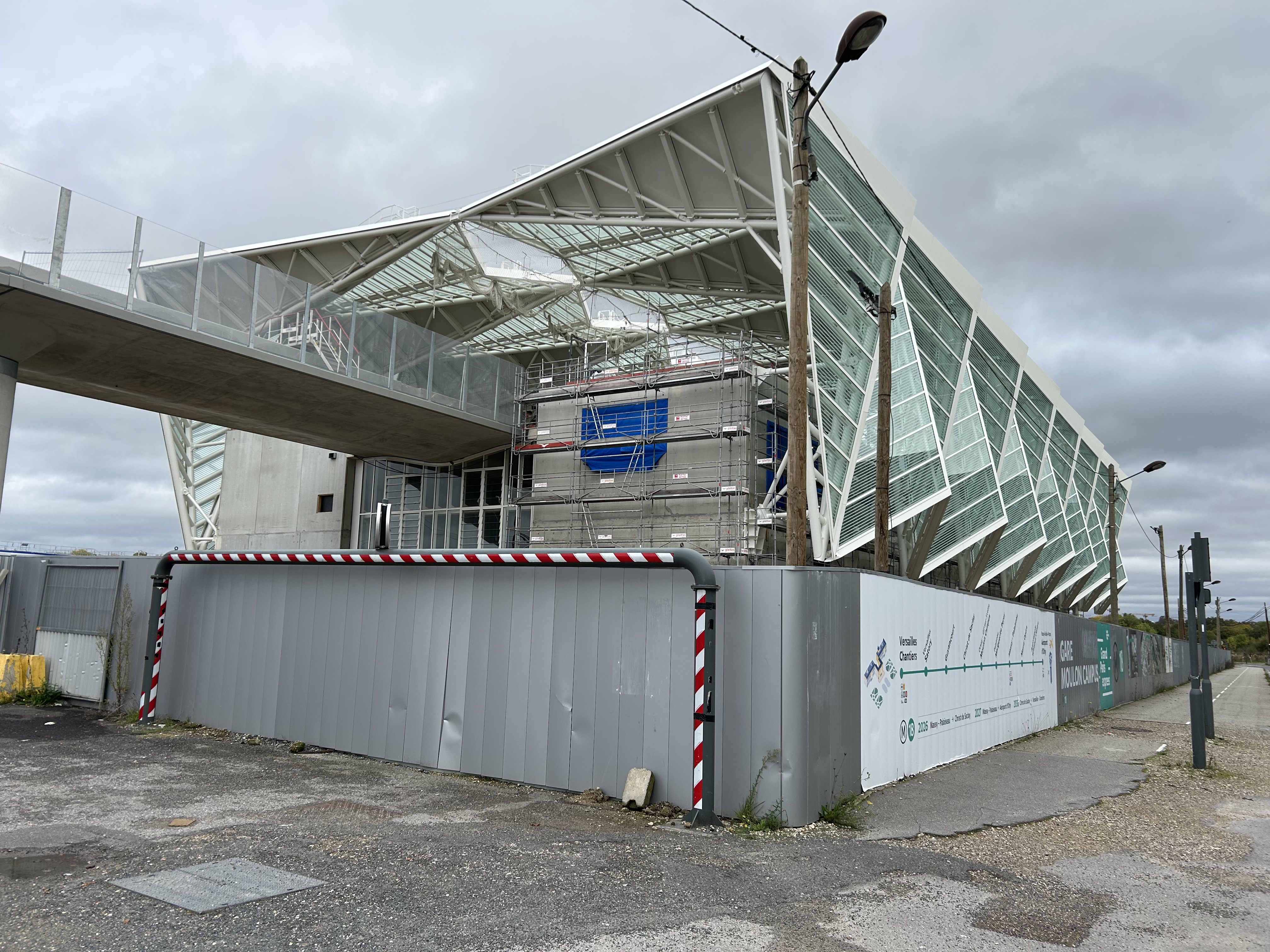
octobre 2024
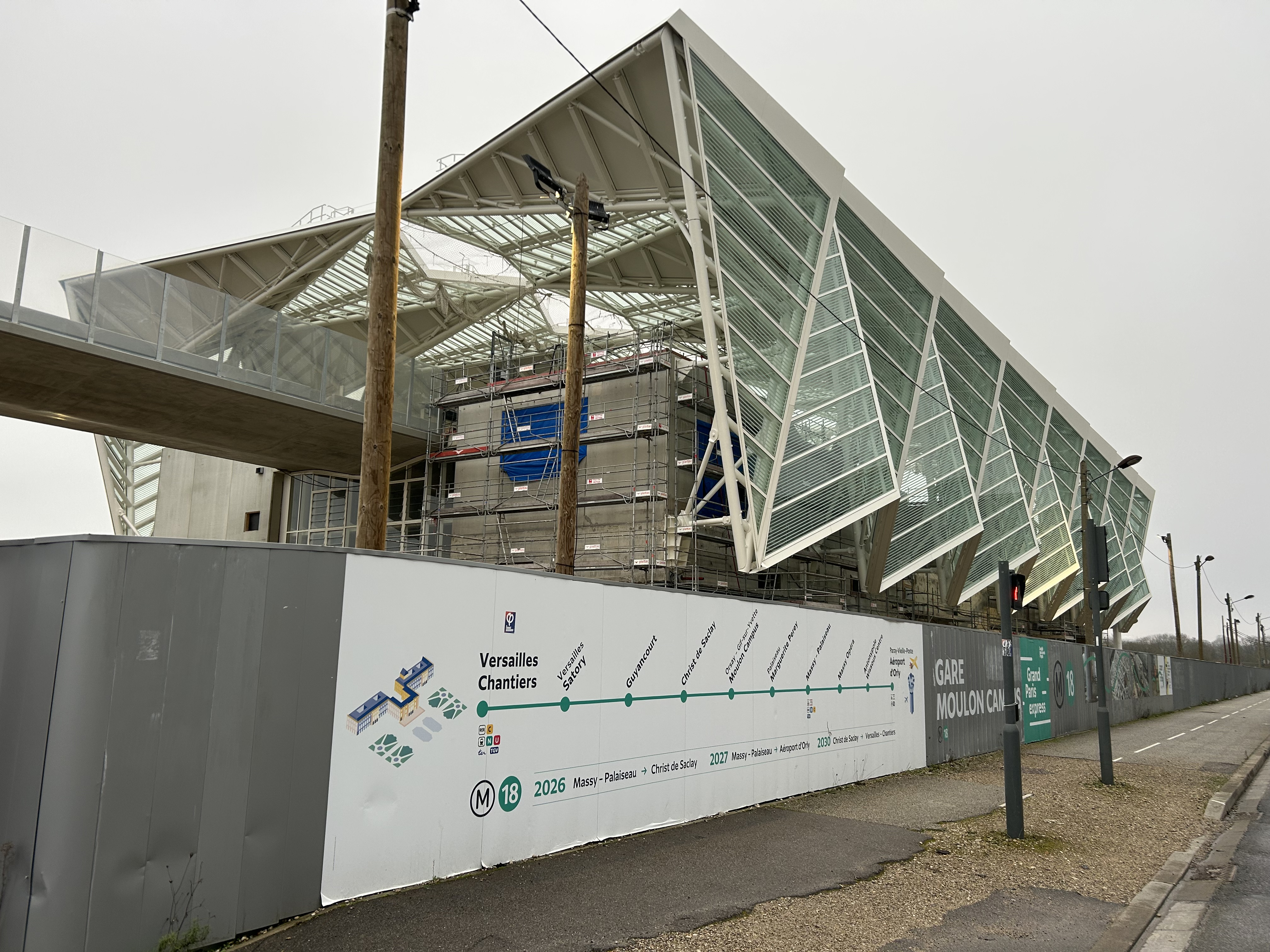
décembre 2024
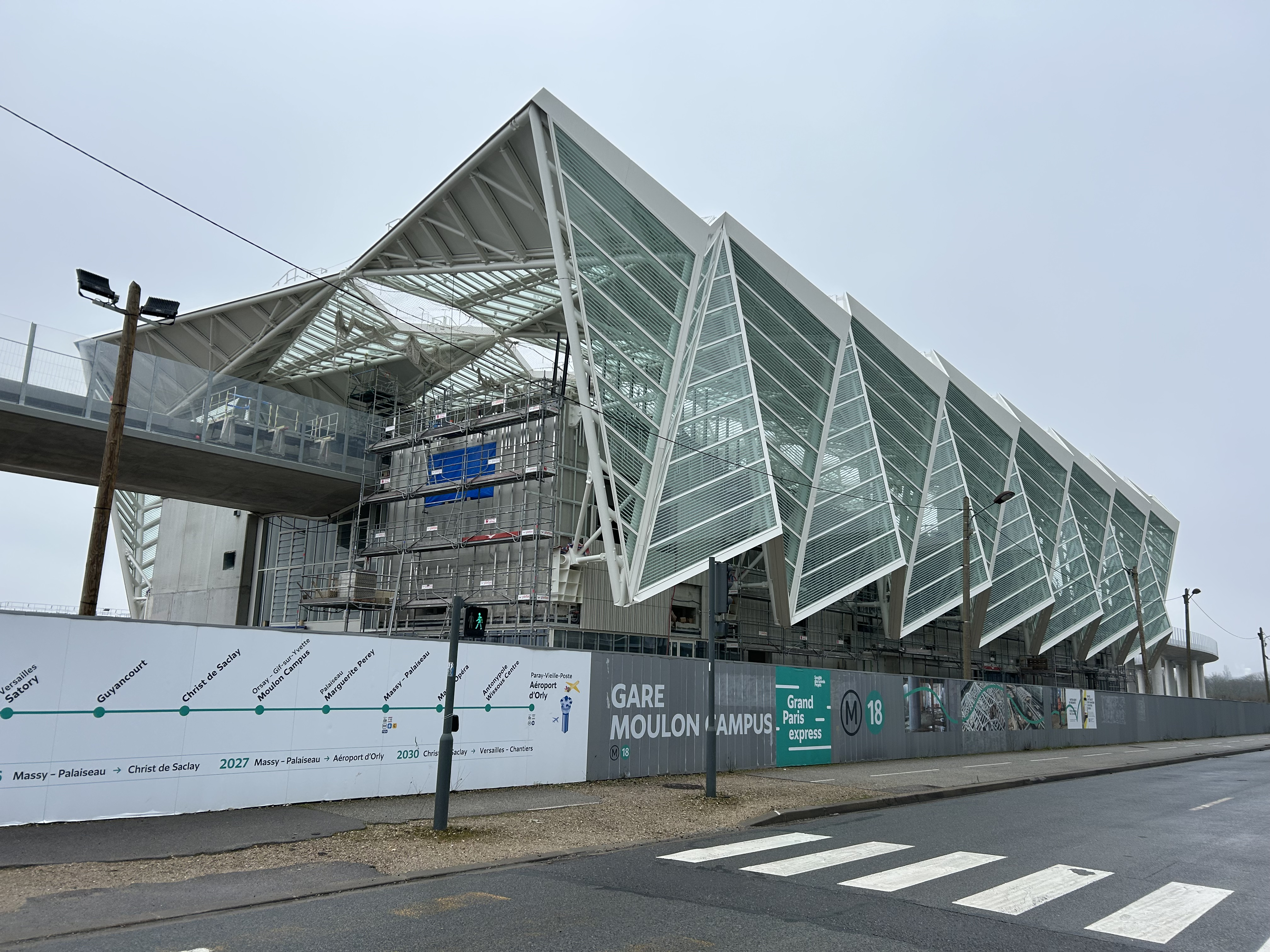
février 2025
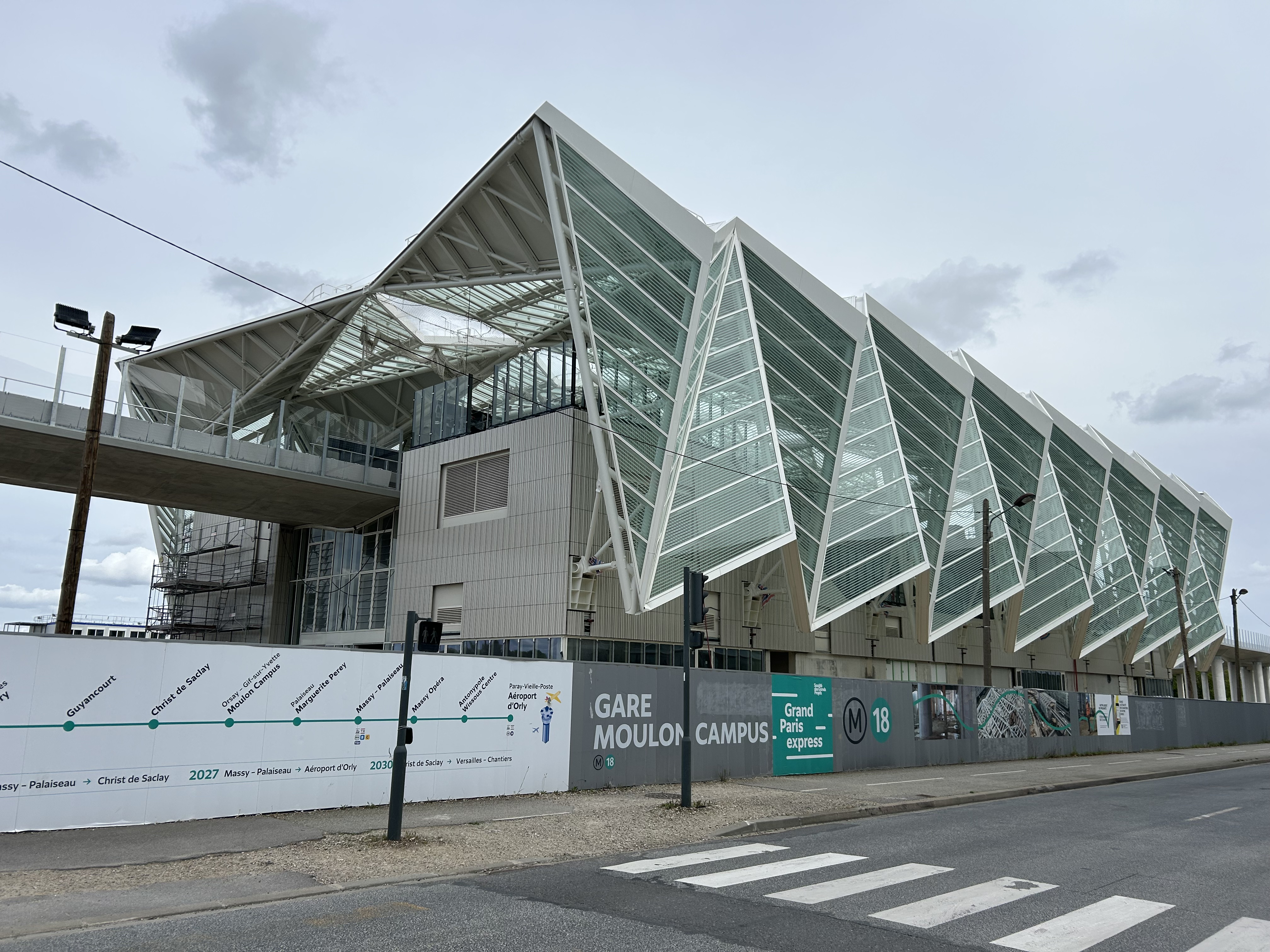
avril 2025
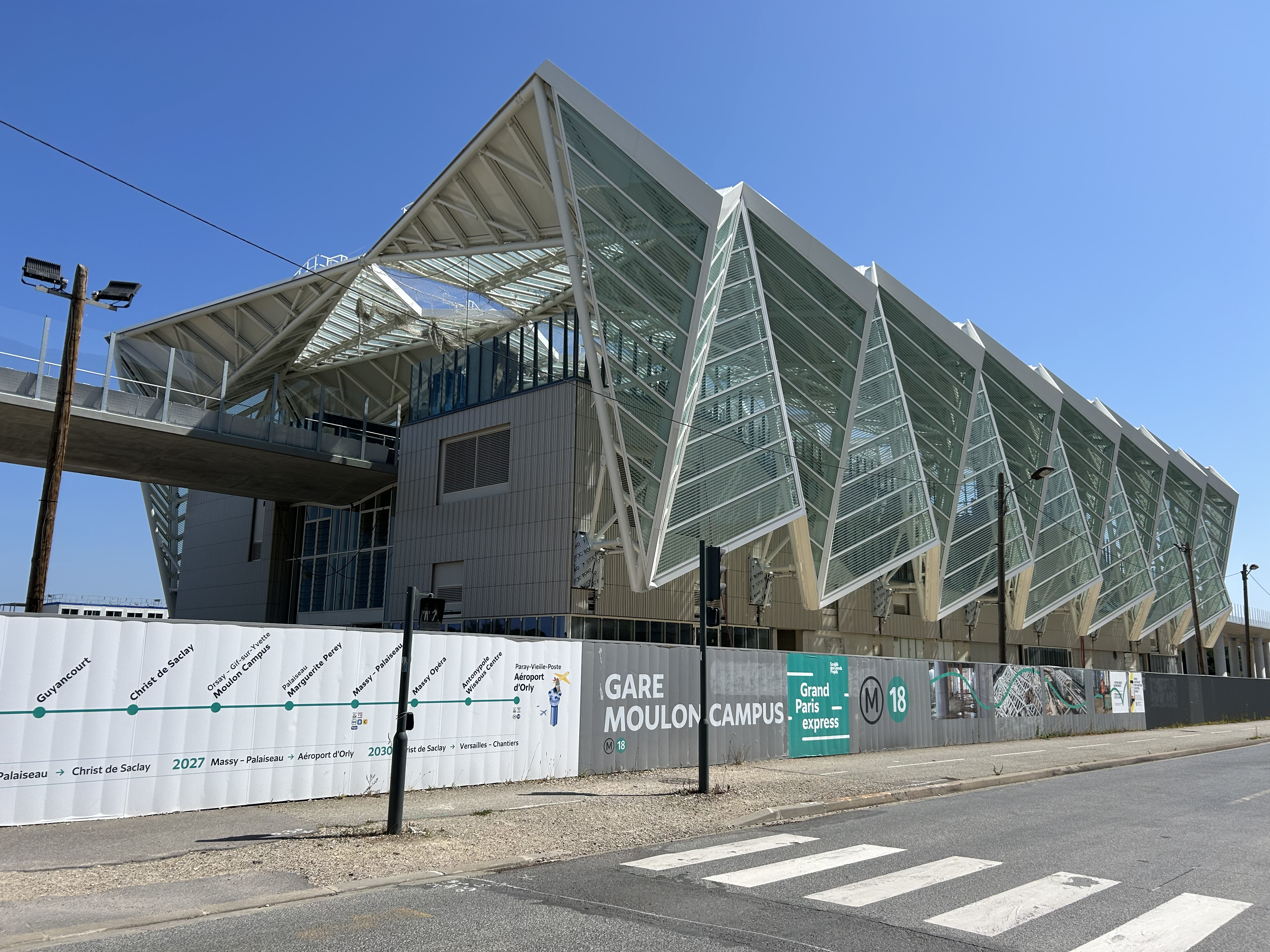
juin 2025

## À proximité
- Campus universitaire Paris-Saclay
  - CentraleSupélec
  - École normale supérieure Paris-Saclay
  - Université Paris-Saclay